# 댄 디디오
댄 디디오(영어: Dan DiDio, 1959년 10월 13일 ~ )는 미국의 출판인, 편집자로 짐 리 등과 함께 현직 DC 코믹스의 출판인 자리에 앉아있는 인물이다.

## 같이 보기
- 뉴욕 코믹콘